# Friederike Krabbe
Friederike Charlotte Wilhelmine Krabbe (Bad Bentheim, 31 mei 1950) is een Duitse die ervan wordt verdacht lid te zijn geweest van de zogenoemde tweede generatie van de Rote Armee Fraktion (RAF). Ze wordt als zodanig nog steeds gezocht door de Duitse politie. Ze is de zus van Hanna Krabbe, een veroordeelde voormalige Duitse terroriste en voormalig lid van de RAF.

## Jeugd en opleiding
Friederike Krabbe groeide samen met haar zus op in het stadje Bentheim en bezocht het gymnasium in Nordhorn. Haar ouders waren welgestelde textielfabrikanten en, ten tijde van het nationaalsocialisme, uitgesproken nazi-functionarissen (Gaujugendführer, NS-Frauenbund).
Krabbe studeerde van 1970 tot 1973 in Berlijn en Heidelberg psychologie, pedagogie en sociologie en van 1973 tot 1976 medicijnen in Heidelberg. Ze rondde geen enkele studie af. Na haar studie in Heidelberg sloot ze zich aldaar aan bij het Socialistisch Patiëntencollectief (Sozialistischen Patientenkollektiv, SPK). Nadat deze organisatie zich ophief sloot Krabbe zich, net als haar zus voor haar, met verschillende andere SPK-leden aan bij de RAF.

## Moord op Schleyer
Voor de ontvoering van de voorzitter van de Duitse werkgeversbond, Hanns-Martin Schleyer, huurde ze in juli 1977 onder een valse naam de woning aan de Stevinstraat in Scheveningen waarin Schleyer later verborgen werd gehouden. Tijdens de ontvoering zelf zou ze zich met andere RAF-leden hebben opgehouden in de Baden Powellstraat in Amsterdam. Kort voor het doodschieten van Schleyer, vluchtte ze zoals andere RAF-leden, naar Irak.

## Irak?
Monika von Seckendorff getuigde op 26 oktober 1997 in de rechtszaak tegen de vermoedelijke RAF-sympathisante Monika Haas, dat ze na de ontvoering van Schleyer samen met Friederike Krabbe en Elisabeth von Dyck in een klein huis in Bagdad heeft gewoond. Krabbe zou zich tegen het einde van de jaren zeventig hebben aangesloten bij de RAF-groep Gruppe 15. Mai en zou zich tot kort voor de inval van de Amerikanen in Bagdad hebben opgehouden.